# Hadès (Disney)
Pour les articles homonymes, voir Hadès (homonymie).
Hadès est un personnage de fiction qui est apparu pour la première fois dans le long métrage d'animation Hercule. Il est inspiré du personnage homonyme de la mythologie grecque.
Contrairement à la conception mythologique d'Hadès, représenté comme une divinité relativement passive qui exécute parfois un ignoble travail, la représentation du dieu des Enfers faite dans Hercule se rapproche de la divinité du mal et rappelle Satan.

## Hercule
Dans le film de Disney, Hadès gouverne son royaume souterrain avec l'aide d'une multitude d'acolytes, au premier rang desquels les démons Peine et Panique. Il est également entouré des moires, Clotho, Atropos et Lachésis, les gardiennes du destin chargées de couper le fil de la vie des humains. Ce sont elles qui informent Hadès sur l'infortune que représente la naissance d'Hercule. En effet, l'enfant est l'unique rempart empêchant le dieu des Enfers de libérer les Titans afin de supplanter son frère Zeus et de monter sur le trône de l'Olympe pour ses moqueries qu'il a causé. Hadès n'a plus, dès lors, qu'une idée en tête: liquider le rejeton.
En premier lieu, Peine et Panique sont envoyés pour tuer le nouveau-né. A l'aide d'un poison concocté par leur maître, ils doivent kidnapper Hercule et lui faire perdre sa force surhumaine. Un détail pour certains. Mais pas pour les deux acolytes empotés qui ne parviennent pas à faire boire le breuvage à l'enfant en entier. Conséquence directe de leur méfait, Hercule doit donc rester sur Terre, recueilli par Amphytrion et Alcmène. L'enfant n'a plus en effet sa place sur l'Olympe mais conserve sa force légendaire. Si Peine et Panique n'ont pas rempli leur mission, ils se gardent toutefois bien d'en parler à Hadès dont les colères sont mythiques.
Pendant des années, Hadès continue de mûrir son plan. Lorsque les planètes seront en parfait alignement, il pourra enfin libérer les Titans, foudroyés et enfermés par Zeus aux premiers jours du monde. Avec leur aide, il entend enfin régner et se débarrasser des autres dieux qui le détestent. Mais il découvre bientôt le pot aux roses. Peine et Panique ont échoué dans leur mission: Hercule est bien vivant et s'emploie à redevenir un dieu. Passée sa colère, Hadès mobilise alors toutes ses forces pour vaincre son ennemi. Il rassemble ses alliés et déverse sur la Terre un flot de monstres qui seront tous vaincus par Hercule. Dès lors, il change son fusil d'épaule et mise sur son dernier atout, la belle Mégara, dont le héros s'est épris. Grâce à son aide, il parvient à convaincre Hercule d'abandonner ses pouvoirs pendant 24 heures, le temps nécessaire pour libérer les Titans et prendre le pouvoir. Mais son plan est mis à mal lorsque Mégara est blessée lors de l'affrontement entre Hercule et le Cyclope. Dès lors, le pacte qu'il a signé avec Hercule est rompu et le héros parvient à libérer les dieux de l'Olympe puis part affronter son oncle au sein même des Enfers. Il finit par être envoyé dans le Styx par Hercule.

## Série télévisée
Plus tard, avec le retour d'Hercule sous la forme d'une série d'animation, Hadès est réapparu avec de nombreuses tentatives afin de prendre le mont Olympe. Dans un épisode, Hadès s'allie à Jafar, afin de lutter contre Hercule et Aladdin. On notera plusieurs incohérences entre le film et la série : au début du film, Hadès pense que Peine et Panique ont réussi à tuer Hercule bébé mais dans la série, il sait qu'il est vivant; dans la série, Hercule a souvent affaire à Hadès alors que dans le film ils se rencontrent pour la première fois.

## Description

### Apparence
- L'animateur responsable d'Hadès est Nik Ranieri.
- Sa peau est grisâtre. Sa face est allongée, son menton est proéminent et ses dents sont acérées. Sa toge, tenue par un médaillon en forme de crâne, est grise et noire. Caractéristique notable, ses cheveux sont symbolisés par des flammes bleues.
- Hadès, dans sa conception du film,  possède des flammes bleues en guise de coiffe. Chaque fois qu'il est très contrarié ou il se met en colère, ses « cheveux-flammes » s’embrasent de plus belle et deviennent rouges. Il est démontré que sa flammèche se développe également quand il semble être particulièrement excité, mais dans ce cas elles restent bleus (ex : quand les Moires lui annoncent qu'il va renverser Zeus).

### Personnalité
Hadès est un véritable démon. Dans son apparence, mais aussi dans son caractère. Doté d'une grande intelligence, c'est un beau parleur, dont la 	diction rapide lui permet d'embobiner son monde avec une dextérité remarquable. Il parvient ainsi à convaincre Zeus de ses intentions et de ses moqueries, à décider Mégara de lui vendre son âme, à persuader les Moires de lui révéler la prophétie, et à forcer Hercule à abandonner ses pouvoirs pour 24 heures.
Ce que Hades manque de force physique, il compense dans la planification méticuleuse, la manipulation impressionnante, et une aura intimidante.  En dehors de cela, Hades est surtout connu pour son tempérament incontestablement chaud, bien qu'il soit pleinement conscient de cela et essaie immédiatement de rester calme et de maintenir le sang-froid autant qu'il peut. Parfois, les plus petits inconvénients peuvent l'envoyer sur le bord, provoquant des attaques de feu et des dommages extrêmes à la région et les gens autour de lui, selon la situation. Cette qualité en fait une figure redoutée parmi la Grèce et au-delà, surtout aux yeux de ses serviteurs, Peine et Panique.  Malgré leurs échecs et leurs mensonges colossaux constants, il semble avoir une confiance étonnante dans ces sbires alors qu'il les envoie sans cesse avec diverses missions et tâches, dont la plupart sont plutôt importantes.
Comme mentionné précédemment, Hades est un maître manipulateur et souvent recours à faire des offres pour obtenir le meilleur de ses ennemis. Malgré cela, il est un dieu honnête, et conserve sa fin de la négociation avec chaque accord fait, en dépit des enjeux ou de l'importance, une qualité rare trouvée parmi les méchants de Disney.
Il est également assez comique, faisant souvent des blagues et des références de la culture populaire pendant des conversations occasionnelles, bien qu'ils soient habituellement joués pour son propre plaisir tordu, et au détriment des autres.

### Pouvoirs et capacités
Il est immortel, mais pas invincible (un mortel peut le vaincre, comme indiqué dans le jeu vidéo Kingdom Hearts lorsque Sora est en mesure de le vaincre) ; il possède un certain nombre de pouvoirs mystiques, tels que la télékinésie, la téléportation, la pyrokinésie, la capacité d'invoquer des monstres ; il possède également des pouvoirs semblables à la nécromancie ainsi que la capacité de créer et de manipuler le feu en grande quantité. Enfin à l'aide d'accord, il peut réaliser n'importe quoi en échange d'une condition, comme quand il a guéri l'amant de Megara ou qu'il a pris la force d'Hercule.
En plus de ses pouvoirs, Hades est très intelligent, c'est un fin stratège et un maître en manipulation, capable de préparer ses plans au détail prêt.

## Interprètes
- Voix originale : James Woods et Rob Paulsen
- Voix allemande : Arne Elsholtz
- Voix espagnole : Pep Antón Muñóz
- Voix française : Dominique Collignon-Maurin et Guy Chapellier
- Voix italienne : Massimo Venturiello
- Voix japonaise : Kyūsaku Shimada
- Voix latino-américaine : Rubén Trujillo
- Voix québécoise : Jean-Luc Montminy
- Voix Once Upon A Time : Greg Germann

## Caractéristiques particulières
- Au cours de la fin des crédits du film, la voix d’Hadès peut être entendue : il se plaint de ne pas avoir une fin heureuse.
- Le caractère  et les manies d’Hadès sont essentiellement dus à son interprète James Woods qui anime le personnage en lui donnant un style de voix calqué sur celui d'un "concessionnaire automobile".
- Hadès est réapparu plus tard dans la série animée Hercule ainsi que dans le jeu vidéo Kingdom Hearts. Dans toutes ses apparitions, il a été interprété par James Woods (en notant tout de même que lors de son unique participation à une chanson, dans Mickey, le club des méchants, sa voix chantée est celle de Rob Paulsen).
- Dans la version française, Dominique Collignon-Maurin incarne le dieu des Enfers dans le film Hercule. Guy Chapelier (déjà derrière le personnage dans le doublage de la bande-annonce du film) reprit le rôle par la suite.
- Hadès fait également des apparitions régulières dans la série télévisée, Disney's tous en boîte. Dans un épisode, Hadès tombe éperdumment amoureux de Maléfique et fait tout pour attirer son attention. À chaque tentative ratée, il se retourne contre Mickey Mouse. Maléfique le remarque enfin et lui demande de s'asseoir à côté d'elle[1].